# Пеля-Хованский сельсовет
Пеля-Хованский сельсовет — сельское поселение в Починковском районе Нижегородской области Российской Федерации.
Административный центр — село Пеля-Хованская.

## История
Статус и границы сельского поселения установлены Законом Нижегородской области от 18 августа 2005 года № 117-З «Об утверждении границ, состава территории Починковского муниципального района, границ и состава территорий муниципальных образований, входящих в состав Починковского муниципального района»

## Население
| 2002  | 2010  | 2012  | 2013  | 2014  | 2015  | 2016  |
| ----- | ----- | ----- | ----- | ----- | ----- | ----- |
| 2623  | ↘2055 | ↘2000 | ↘1968 | ↘1936 | ↘1912 | ↘1883 |
| 2017  | 2018  | 2019  | 2020  |       |       |       |
| ↘1851 | ↘1833 | ↘1819 | ↘1792 |       |       |       |

## Состав сельского поселения
| №  | Населённый пункт | Тип населённого пункта       | Население |
| -- | ---------------- | ---------------------------- | --------- |
| 1  | Акаево           | село                         | ↘47       |
| 2  | Анютино          | деревня                      | ↘5        |
| 3  | Взовка           | деревня                      | ↘84       |
| 4  | Вьюшкино         | село                         | ↘35       |
| 5  | Журавлиха        | село                         | ↘177      |
| 6  | Ивашевка         | село                         | ↘52       |
| 7  | Каменка          | деревня                      | ↘60       |
| 8  | Любимово         | село                         | ↘36       |
| 9  | Новоалексеевский | посёлок                      | ↘3        |
| 10 | Панкратово       | село                         | ↘284      |
| 11 | Пеля-Хованская   | село, административный центр | ↘874      |
| 12 | Симбухово        | село                         | ↘389      |
| 13 | Ягодный          | посёлок                      | ↘9        |